# Brigitte Schwack
Brigitte Schwack (* vor 1951) ist eine deutsche Kanu-Sportlerin.
Brigitte Schwack war Mitglied des Kanu Clubs Rheintreue in Homberg. In ihrer Lieblingsdisziplin, dem Kanu-Slalom, gehörte sie schon bald zu den Leistungsträgern ihres Vereins, in dem sie in den 1960er Jahren auf lokaler und Bezirksebene mehrfach die Meisterschaft im Einer Kanu-Slalom gewann.
Wegen dieser Erfolge wurde sie Ende der 1960er Jahre Mitglied der deutschen Kanu-Nationalmannschaft. Bei den Kanu-Weltmeisterschaften 1969 errang sie im Einer den 3. Platz und damit die Bronzemedaille. In der Mannschaftswertung im Einer-Kanuslalom gewannen sie und das deutsche Team (Ulrike Deppe, Bärbel Körner)  die Goldmedaille.
Für diesen Sieg erhielt sie am 16. Juni 1970 das Silberne Lorbeerblatt.